# Общероссийский классификатор продукции
Общеросси́йские классифика́торы проду́кции — российские национальные стандарты, входившие в «Единую систему классификации и кодирования технико-экономической и социальной информации», предназначенные для обработки информации о продукции во всех сферах народного хозяйства (в первую очередь: экономика, учёт, статистика, стандартизация).

## История

### ОКП
Классификатор ОК 005-93 «Общероссийский классификатор продукции» был принят и введён в действие с 1994 года постановлением Госстандарта России от 30.12.1993 № 301. Его разработка велась несколькими десятками учреждений, включая ВНИИКИ Госстандарта России, АО «Главный вычислительный центр энергетики» Минтопэнерго России, Главный вычислительный центр Минсельхоза России, Управление методологии и статистики Госкомстата России и др. С введением его в действие был отменён советский Общесоюзный классификатор промышленной и сельскохозяйственной продукции 1 75 044. Ведение ОКП осуществляло ВНИИКИ.
ОКП содержал перечень кодов и наименований иерархически классифицированных групп видов продукции. На каждой ступени классификации деление осуществлялось по наиболее значимым экономическим и техническим классификационным признакам. Каждая позиция ОКП содержала шестизначный цифровой код, однозначное контрольное число и наименование группировки продукции. Первые два знака кода идентифицируют класс продукции; третий — подкласс; четвертый — группу; пятый — подгруппу; шестой — вид продукции. Второй и третий знаки кода ОКП разделяются интервалом.
Например: 57 1193 1 — это «Пески из природного камня, прочие».
По номеру можно однозначно было определить вид продукции.
Приказом Росстандарта от 31.01.2014 № 14-ст ОК 005-93 был отменён с 1 января 2017 года.

### ОКПД
С 2008 года в дополнение к ОК 005-93 приказом Ростехрегулирования от 22.11.2007 N 329-ст был ввёден в действие ОК 034-2007 (КПЕС 2002) «Общероссийский классификатор продукции по видам экономической деятельности». Его разработка велась Министерством экономического развития и торговли Российской Федерации, ЗАО «Центр по экономическим классификациям» и ООО «Центр каталогизации и информационных технологий».
ОКПД был построен на основе гармонизации со Статистической классификацией продукции по видам деятельности в Европейском экономическом сообществе в редакции 2002 года (Statistical Classification of Products by Activity in the European Economic Community) путём переноса из последней кодов (до шестого знака включительно) и описаний соответствующих позиций.
Приказом Росстандарта от 31.01.2014 № 14-ст ОК 034-2007 был отменён с 1 января 2017 года.

### ОКПД2
С 2014 года Приказом Росстандарта от 31.01.2014 № 14-ст был введён в действие ОК 034-2014 (КПЕС 2008) «Общероссийский классификатор продукции по видам экономической деятельности», который заменил собой ОК 005-93 и ОК 034-2007. Разработка ОКПД2 велась Минэкономразвития России.
ОКПД2 построен на основе гармонизации со Статистической классификацией продукции по видам деятельности в Европейском экономическом сообществе 2008 года (Statistical Classification of Products by Activity in the European Economic Community) путём переноса из последней кодов (до шестого знака включительно) и описаний соответствующих позиций. При этом имеются случаи, для которых национальные особенности отражаются путём изменения группировок европейской классификации.
В ОК 034-2014 значительно повышен уровень детализации: число разделов (секций) составляет 21 против 17 в ОК 034-2007. При этом количество группировок уменьшено с 38 914 до 17 416 штук. Литеры обозначения разделов (теперь однобуквенные, с A до U) в кодировании продукции не участвуют.
Коды ОКПД2, состоящие от двух до четырех цифр включительно, согласованы, как правило, с такими же кодами в ОКВЭД2 (ОК 029-2014), которыми обозначается вид экономической деятельности.